# Heteronyx striatus
Heteronyx striatus är en skalbaggsart som beskrevs av Blackburn 1909. Heteronyx striatus ingår i släktet Heteronyx och familjen Melolonthidae. Inga underarter finns listade i Catalogue of Life.